# Olympiadaan
Olympiadaan is een polycyclische organische verbinding met als brutoformule C228H236F72N12O30P12. De structuur is een zogenaamd catenaan: cyclische structuren die in elkaar gehaakt zitten. De naam verwijst naar de 5 ringen van de Olympische vlag, gezien de structuur hier op lijkt. De molecule leek lang geen functie te hebben, maar het zou een bijdrage kunnen leveren aan de constructie van een moleculaire computer.

## Synthese
Olympiadaan werd in 1994 gesynthetiseerd door de Schotse scheikundige James Fraser Stoddart en diens medewerkers. Volgens de wetenschappelijke publicatie werd de molecule in slechts 2 stappen gesynthetiseerd uit 8 moleculaire componenten.